# Championnat américain de course automobile 1916
Navigation
1905 1920
Le Championnat américain de course automobile 1916 est la deuxième édition du championnat de monoplace américaine et s'est déroulé du 13 mai au 30 novembre sur 27 épreuves dont 15 comptant pour le classement final. Ce championnat est organisé par l'Association américaine des automobilistes (AAA).

## Calendrier

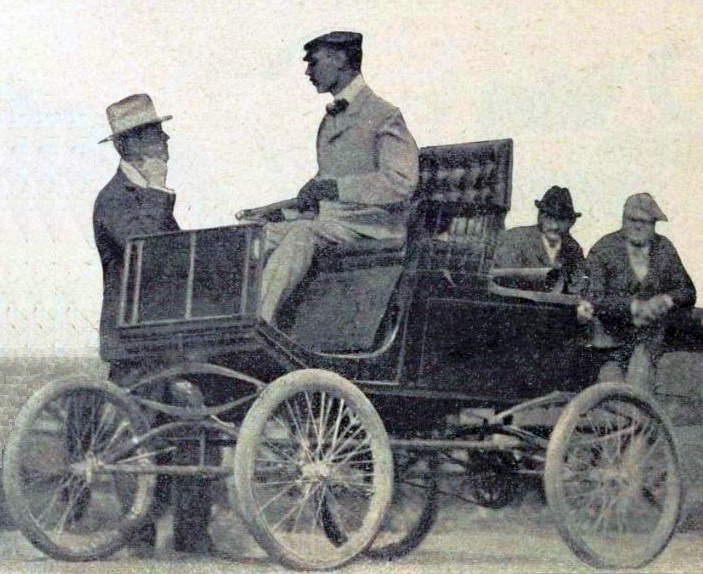
John Jacob Astor IV, à une course américaine de voitures à vapeur en 1901 (le milliardaire Astor étant le donateur de la coupe portant son nom, décernée à New York le 30 septembre).

| no | Date         | Course                            | Circuit                       | Lieu                     | Type     | Pole Position      | Vainqueur                  |
| -- | ------------ | --------------------------------- | ----------------------------- | ------------------------ | -------- | ------------------ | -------------------------- |
| 1  | 3 mai        | Metropolitan Trophy               | Sheepshead Bay Speedway       | Brooklyn, New York       | Board    | ?                  | Eddie Rickenbacker         |
| 2  | 30 mai       | 300 miles d'Indianapolis          | Indianapolis Motor Speedway   | Speedway, Indiana        | Brick    | Johnny Aitken      | Dario Resta                |
| 3  | 11 juin      | Chicago Race                      | Speedway Park                 | Maywood, Illinois        | Board    | Ralph DePalma      | Dario Resta                |
| 4  | 24 juin      | Des Moines Race                   | Des Moines Speedway           | Valley Junction, Iowa    | Board    | Ralph DePalma      | Ralph DePalma              |
| 5  | 4 juillet    | Minneapolis Race                  | Twin City Motor Speedway      | Minneapolis, Minnesota   | Concrete | Louis Chevrolet    | Ralph DePalma              |
| 6  | 15 juillet   | Omaha Race                        | Omaha Speedway                | Omaha, Nebraska          | Board    | Ralph Mulford      | Dario Resta                |
| 7  | 5 août       | Montamarathon/Potlach Trophy Race | Pacific Coast Speedway        | Tacoma, Washington       | Board    | Sterling Price     | Eddie Rickenbacker         |
| 8  | 4 septembre  | International Sweepstakes         | Cincinnati Motor Speedway     | Sharonville, Ohio        | Board    | Howdy Wilcox       | Johnny Aitken              |
| 9  | 9 septembre  | Harvest Auto Racing Classic       | Indianapolis Motor Speedway   | Speedway, Indiana        | Brick    | ?                  | Johnny Aitken              |
| 10 | 30 septembre | Coupe Astor                       | Sheepshead Bay Speedway       | Brooklyn, New York       | Board    | ?                  | Johnny Aitken              |
| 11 | 14 octobre   | Grand American Auto Race          | Speedway Park                 | Maywood, Illinois        | Board    | Art Klein          | Dario Resta                |
| 12 | 28 octobre   | Harkness Trophy Race              | Sheepshead Bay Speedway       | Brooklyn, New York       | Board    | James Benedict     | Johnny Aitken              |
| 13 | 16 novembre  | Coupe Vanderbilt                  | Santa Monica Road Race Course | Santa Monica, Californie | Road     | Mike Moosie        | Dario Resta                |
| 14 | 18 novembre  | Grand Prix des États-Unis         | Santa Monica Road Race Course | Santa Monica, Californie | Road     | Mike Moosie        | Howdy Wilcox Johnny Aitken |
| 15 | 30 novembre  | Ascot Derby                       | Ascot Park                    | Los Angeles, Californie  | Dirt     | Eddie Rickenbacker | Eddie Rickenbacker         |

## Classement
| Pos.     | Pilote             | Voiture                    | Points |
| -------- | ------------------ | -------------------------- | ------ |
| Champion | Dario Resta        | Peugeot                    | 4100   |
| 2e       | Johnny Aitken      | Peugeot                    | 3440   |
| 3e       | Eddie Rickenbacker | Maxwell Peugeot Duesenberg | 2910   |
| 4e       | Ralph DePalma      | Mercedes Peugeot           | 1790   |
| 5e       | Earl Cooper        | Stutz                      | 1405   |
| 6e       | Wilbur D'Alene     | Duesenberg                 | 1120   |
| 7e       | Tommy Milton       | ?                          | 690    |
| 8e       | Pete Henderson     | Maxwell                    | 667    |
| 9e       | Frank Galvin       | ?                          | 645    |
| 10e      | Ralph Mulford      | Peugeot                    | 620    |

## Courses organisées par l'AAA ne comptant pas pour le championnat
| Date        | Course                      | Circuit                     | Lieu                  | Type  | Pole Position | Vainqueur                         |
| ----------- | --------------------------- | --------------------------- | --------------------- | ----- | ------------- | --------------------------------- |
| 8 avril     | Corona Race                 | Grand Avenue Boulevard      | Corona (Californie)   | Road  | ?             | Eddie O'Donnell                   |
| 29 avril    | Raisin Classic              | Fresno Road Race Course     | Fresno (Californie)   | Road  | ?             | Eddie O'Donnell                   |
| 13 mai      | Coney Island Cup            | Sheepshead Bay Speedway     | Brooklyn, New York    | Board | ?             | Johnny Aitken                     |
| 13 mai      | Queens Cup                  | Sheepshead Bay Speedway     | Brooklyn, New York    | Board | ?             | Ralph Mulford                     |
| 24 juin     | Des Moines Sprint Race      | Des Moines Speedway         | Valley Junction, Iowa | Board | ?             | Eddie Rickenbacker                |
| 15 juillet  | Omaha Sprint Race           | Omaha Speedway              | Omaha, Nebraska       | Board | ?             | Ralph DePalma                     |
| 22 juillet  | Kansas City Race            | Kansas City Speedway        | Kansas City, Missouri | Dirt  | ?             | Ralph DePalma William Wayne Brown |
| 19 août     | Speedway Grand Prix         | Speedway Park               | Maywood, Illinois     | Board | Dario Resta   | Dario Resta                       |
| 9 septembre | Harvest Auto Racing Classic | Indianapolis Motor Speedway | Speedway, Indiana     | Brick | ?             | Johnny Aitken                     |
| 2 décembre  | Universal Trophy            | Uniontown Speedway          | Hopwood, Pennsylvanie | Board | ?             | Louis Chevrolet                   |